# Paraceratoppia asiatica
Paraceratoppia asiatica är en kvalsterart som först beskrevs av Krivolutsky 1965.  Paraceratoppia asiatica ingår i släktet Paraceratoppia och familjen Ceratoppiidae. Inga underarter finns listade i Catalogue of Life.